# بلاكستومس
البلاكستومس هي فصيلة أسماك من أسماك المياة العذبة تفضل المياة الباردة نسبيا وتعيش في المياة الضحلة في المجارى، الأنهار، المستنقعات، وسط النباتات المائية الكثيفة، أغصان الأشجار، والصخور، ولذا لديها القدرة على تحمل أسوء الظروف المعيشية. يتكون غذائها الأساسي من الطحالب والعوالق المائية التي تنمو على الأسطح المختلفة وبهذا تجعل الحوض نظيفا بصورة مستمرة كما أنها تنمو إلى أحجام كبيرة في بيئتها الطبيعية وتصل إلى 60 سم.
هذة السمكة بالإمكان تفريخها بالأسر ، حيث يبدأ التفريخ الطبيعي لسمكة حين يبدأ الذكر في اختيار الشقوق الضيقة والفتحات بين النباتات والأغصان، والإقامة فيها لحين مرور الأنثى التي تختار الذكر المناسب وتدخل علية إلى فتحتة، وتضع البيض الذي يلقحة الذكر في الحال وبعدها تغادر ويظل الذكر يعتنى بالبيض وينظفة إلى أن يفقس وتكبر الصغار نسبيا وتغادر العش. تكون الذكور أطول من الأناث وأرفع في محيط الجسم وذات رأس رفيعة، الأناث أقصر من الذكور وأعرض وذات رأس مفلطحة وعريضة نسبيا.